# Miguel Torrecilla
Miguel Montes Torrecilla (Morille, Salamanca, España, 22 de diciembre de 1969) es un director deportivo y exfutbolista español que jugaba como defensa. Es hermano del también exfutbolista Juan Antonio Montes Torrecilla. Actualmente es el presidente ejecutivo del Everton de Viña del Mar.

## Trayectoria

### Como jugador
Se formó en las categorías inferiores de la U. D. Salamanca. Después de debutar en la Copa del Rey con el primer equipo a los diecisiete años y de jugar con el filial, debutó en Segunda División en la temporada 1989-90 en un encuentro contra el C. E. Sabadell F. C. disputado en la Nova Creu Alta. Al término de la campaña se incorporó definitivamente a la plantilla del Salamanca, aunque fue cedido al C. F. Palencia durante la temporada 1990-91. Regresó a continuación a su club de origen, donde permaneció siete años consecutivos en los que consiguió un ascenso a Segunda División y dos a Primera División. En su única campaña en la máxima categoría, la 1995-96, jugó treinta y ocho partidos y marcó un gol.
En la temporada 1997-98 fichó por el Elche C. F., donde disputó treinta y un partidos pero su equipo descendió a Segunda División B. En 1998 pasó a la Cultural y Deportiva Leonesa y dos años después militó durante una campaña en el Guadix C. F. antes de poner fin a su carrera deportiva.

### Tras su retirada
Después de abandonar la práctica del fútbol, ha ejercido como secretario técnico y director deportivo en el Novelda C. F., 2001-2005; el F. C. Cartagena, 2005-2007; la U. D. Salamanca, 2007-2009; el R. C. Celta de Vigo, 2009-2016; el Real Betis Balompié, 2016-2017; Real Sporting de Gijón, 2017-2020;  Waasland-Beveren 2020. En diciembre de 2020 ficha por el Real Zaragoza por lo que resta de temporada y una más. El 15 de junio de 2022 renueva por el Real Zaragoza por una temporada más. El 6 de noviembre de 2022, es despedido junto al entrenador, Juan Carlos Carcedo. En junio de 2023 se incorpora al CD Everton de Viña del Mar de 1ª División de Chile, como Presidente Ejecutivo.

## Clubes

### Como jugador
| Club                         | País   | Año       |
| ---------------------------- | ------ | --------- |
| C. D. Salmantino             | España | 1989-1990 |
| C. F. Palencia               | España | 1990-1991 |
| U. D. Salamanca              | España | 1991-1997 |
| Elche C. F.                  | España | 1997-1998 |
| Cultural y Deportiva Leonesa | España | 1998-2000 |
| Guadix C. F.                 | España | 2000-2001 |

### Como director deportivo
| Club                   | País    | Año       |
| ---------------------- | ------- | --------- |
| Novelda C. F.          | España  | 2001-2005 |
| F. C. Cartagena        | España  | 2005-2007 |
| U. D. Salamanca        | España  | 2007-2009 |
| R. C. Celta de Vigo    | España  | 2009-2016 |
| Real Betis Balompié    | España  | 2016-2017 |
| Real Sporting de Gijón | España  | 2017-2020 |
| Waasland-Beveren       | Bélgica | 2020      |
| Real Zaragoza          | España  | 2020-2022 |

### Como presidente ejecutivo
| Club                    | País  | Año   |
| ----------------------- | ----- | ----- |
| Everton de Viña del Mar | Chile | 2023- |